# Bayerstetten
Bayerstetten ist ein Gemeindeteil des Marktes Nesselwang im bayerisch-schwäbischen Landkreis Ostallgäu.

## Geographie
Das Dorf liegt südwestlich des Kernortes Nesselwang und südöstlich des Nesselwanger Gemeindeteils Reichenbach. Nordwestlich des Ortes verläuft die Kreisstraße OAL 1 und nordöstlich die St 2520.

## Baudenkmäler
In der Liste der Baudenkmäler in Nesselwang sind für Bayerstetten vier Baudenkmäler aufgeführt:
- die vor Mitte des 17. Jahrhunderts erbaute katholische Kapelle St. Sebastian, ein Satteldachbau mit Glockenstuhl, und
- drei ehemalige Bauernhäuser (Bayerstetten 2, 4 und 7)